# Cleptoplastia

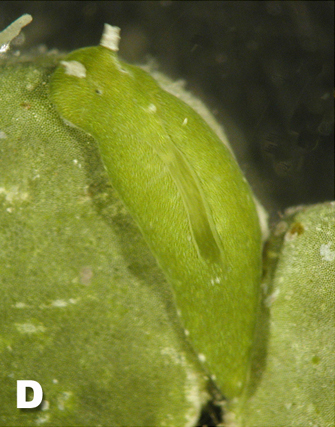
Elysia pusilla se alimenta de la verde alga Halimeda e incorpora cloroplastos en su cuerpo.

La cleptoplastia es una endosimbiosis que consiste en la asimilación de plastos por parte de aquellos  organismos que no los poseen con el objetivo de aprovechar su capacidad autótrofa.
Se ha observado la cleptoplastia en algunos dinoflagelados y en la mayoría de los moluscos sacoglosos. En ambos sucesos los plastos son obtenidos de algas que son parcialmente digeridas.